# Mai Tài Phến
Mai Đại Bình (sinh ngày 25 tháng 5 năm 1991), thường được biết đến với nghệ danh Mai Tài Phến, là một nam diễn viên người Việt Nam. 

## Tiểu sử
Mai Tài Phến tên thật là Mai Đại Bình, sinh ngày 25 tháng 5 năm 1991 ở Bạc Liêu trong một gia đình người Việt gốc Hoa có kinh tế khá giả. Anh tốt nghiệp Trường Đại học Sân khấu – Điện ảnh Thành phố Hồ Chí Minh.
Năm 2017, Mai Tài Phến đoại giải quán quân cuộc đi "Gương mặt điện ảnh" mùa đầu tiên. Cùng năm, anh tham gia diễn xuất trong MV "Em gái mưa" của Hương Tràm. MV sau đó được chuyển thể thành phim điện ảnh. Trong phim, Mai Tài Phến đóng chung cùng vai nữ chính là diễn viên Thùy Linh. Theo đạo diễn, vai chính ban đầu dành cho Thanh Vy cũng là người đóng cặp với Mai Tài Phến trong MV nhưng cuối cùng cô đã hủy hợp đồng. Đây cũng là vai diễn chính đầu tiên trong sự nghiệp điện ảnh của Mai Tài Phến. Sau đó, Phến cũng góp mặt trong MV "Đừng hỏi em" của ca sĩ Mỹ Tâm. Ca khúc do chính Mỹ Tâm sáng tác, hòa âm phối khí bởi Khắc Hưng.
Năm 2019, Mai Tài Phến tiếp tục vào vai chính trong bộ phim điện ảnh Chị trợ lý của anh đóng cùng với Mỹ Tâm. Bộ phim là dự án đánh dấu lần đầu tiên Mỹ Tâm chạm ngõ điện ảnh với vai trò là diễn viên, biên kịch và đạo diễn với nghệ danh Mira Dương. Phần nhạc phim "Sao cũng được" do Mai Tài Phến thể hiện. Năm 2020, Phến vào vai giang hồ trong dự án web drama Bình Báo, đánh dấu trở lại diễn xuất sau ba năm.

## Đời tư
Mai Tài Phến dính tin đồn hẹn hò với nữ ca sĩ Mỹ Tâm sau khi cả hai hợp tác trong MV "Đừng hỏi em" và đóng chung trong phim Chị trợ lý của anh do chính Mỹ Tâm viết kịch bản, đạo diễn. Sau đó, Mỹ Tâm và Mai Tài Phến luôn song hành trong các sự kiện. Đầu tháng 2 năm 2021, Mỹ Tâm chính thức công khai thừa nhận chuyện tình cảm với Mai Tài Phến.

## Danh sách phim

### Video âm nhạc
| Năm  | Bài hát     | Ca sĩ      | Tham khảo |
| ---- | ----------- | ---------- | --------- |
| 2017 | Em gái mưa  | Hương Tràm | [ 5 ]     |
| 2018 | Đừng hỏi em | Mỹ Tâm     | [ 10 ]    |

### Điện ảnh
| Năm  | Tựa phim            | Vai diễn          | Đạo diễn          | Nguồn  |
| ---- | ------------------- | ----------------- | ----------------- | ------ |
| 2018 | Siêu Sao Siêu Ngố   | Hot boy Tuấn Khải | Đức Thịnh         |        |
| 2018 | Em gái mưa          | Thầy Vũ           | Kawaii Tuấn Anh   | [ 5 ]  |
| 2019 | Chị trợ lý của anh  | Phúc Nam          | Mira Dương        | [ 11 ] |
| 2023 | Đất rừng phương Nam | Võ Tòng           | Nguyễn Quang Dũng |        |

### Web drama
| Năm  | Tựa phim | Vai diễn | Đạo diễn                              | Nguồn  |
| ---- | -------- | -------- | ------------------------------------- | ------ |
| 2021 | Bình Báo | Bình Báo | Mai Tài Phến - Nguyễn Phạm Nhất Quang | [ 15 ] |